# Jazz in the Park
A Jazz in the Park romániai zenei fesztivál, amelyet 2013 óta évente rendeznek meg Kolozsváron. A fesztiválon különböző zenei stílusok képviselői jelennek meg: a kortárs dzsessz, funk, blues, világzene, alternatív rock, akusztikus projektek, afrobeat, trip-hop, klasszikus zene, a cappella.
2019-ben a fesztivál hetedik kiadása elnyerte az European Festival Awards legjobb kis fesztivál díját. Az idők folyamán a fesztiválon fellépett Marcus Miller, Richard Bona, Bill Laurance, Dhafer Youssef, Robert Glasper, Judith Hill, Ghost-Note, Hindi Zahra, Nik Bärtsch, Delvon Lamarr Organ Trio, Nouvelle Vague és Vintage Trouble.

## Története
Első alkalommal 2013. június 21–23. között rendezték meg a Sétatéren, a kaszinó épületében és környékén. A fesztiválra az Európa Ifjúsági Fővárosa projekt keretén belül, a „Kolozsvár sosem alszik” program részeként, a kolozsvári Fapte egyesület szervezésében került sor. A húsz koncerten több mint húszezer néző vett részt. A fesztivál gyorsan népszerűvé vált a kolozsvári fiatalok körében: egy 2015-ös internetes felmérés szerint a 14 és 35 év közötti korosztályból válaszolók 81%-a ismerte, és 64%-uk vonzónak találta, ez volt a második legjobb eredmény a Transilvania International Film Festival után.
A következő évben a szervezők létrehoztak egy alapot, amelyen keresztül a fesztivál közönsége adományokkal tudott támogatni különböző kulturális projekteket.
A fesztivállal összefüggésben versenyt szerveztek a tehetséges fiatal zenészek és pályafutásuk elején álló együttesek számára. A 2015 és 2019 között megtartott verseny célja az volt, hogy lehetőséget nyújtsanak számukra a fesztiválon való fellépésre, ezzel mozdítva elő karrierjüket.
2016-ban egy különkiadást is szerveztek Marosbogáton (román neve Bogata). Az ötlet onnan jött, hogy Snoop Dogg amerikai rapper véletlenül ezt a Maros megyei falut jelölte be, amikor a kolumbiai Bogotából akart bejelentkezi a közösségi médiában.
2017-ben és 2018-ban a fesztivál egy-egy napját Pataréten tartották, hogy felhívják a figyelmet a szeméttelepen lakók életkörülményeire és az őket sújtó diszkriminációra. A Jazz in the Park volt az első romániai fesztivál, amely kizárólag repoharakat használt.
2020-ban a Covid19-koronavírus-járvány miatt a fesztivál nyolcadik kiadását 2021-re halasztották, majd 2020. szeptember 18–20. között mégis megrendeztek egy rövidített változatot a Romulus Vuia Néprajzi Park területén. A korábbi ingyenes belépés ettől az évtől kezdve megszűnt. Az új helyszín a következő években is megmaradt.
| Sorszám | Dátum                             | Helyszín                                                                       | Nézők száma |
| ------- | --------------------------------- | ------------------------------------------------------------------------------ | ----------- |
| 1.      | 2013. június 21–23.               | Sétatér                                                                        | 20 000      |
| 2.      | 2014. július 4–6.                 | Sétatér                                                                        | 23 000      |
| 3.      | 2015. június 29.–július 5.        | Sétatér                                                                        | 55 000      |
| 4.      | 2016. június 27.–július 3.        | Sétatér                                                                        | 51 000      |
| 5.      | 2017. június 26.–július 2.        | Sétatér, Patarét                                                               | 70 000      |
| 6.      | 2018. június 21.–július 1.        | Sétatér, Patarét                                                               | 51 000      |
| 7.      | 2019. július 4–7.                 | Sétatér                                                                        | 100 000     |
| 8.      | 2020. szeptember 18–20.           | Romulus Vuia Néprajzi Park                                                     | 1500        |
| 9.      | 2021. szeptember 2–5.             | Romulus Vuia Néprajzi Park, Iulius Park, Agrártudományi és Állatorvosi Egyetem | 18 000      |
| 10.     | 2022. szeptember 1–4.             | Romulus Vuia Néprajzi Park                                                     | 17 500      |
| 11.     | 2023. szeptember 1–3.             | Romulus Vuia Néprajzi Park                                                     | 18 000      |
| 12.     | 2024. augusztus 30.–szeptember 1. | Romulus Vuia Néprajzi Park                                                     |             |